# Eray İşcan
Eray İşcan (født 19. juli 1991 i Zonguldak) er en tyrkisk fodboldspiller, der spiller som målmand hos Süperlig-klubben Galatasaray i hjemlandet. 

## Klubkarriere

### Galatasaray
İşcan startede med at spille på Galatasarays A2, altså 2. holdet, eftersom han havde spillet for Galatasarays ungdomshold i 2008 til 2010. Han stod hele 54 kampe på 2 sæsoner for holdet.
Men i 2012 blev blev İşcan permanent rykket op på førsteholdet. Han er dagen i dag 3. målmand i klubben. 
I 2013/14 sæsonens udgave af Champions League, skulle Galatasaray bl.a. møde FC København og Real Madrid. På udebane imod FC København og på hjemmebane mod Real Madrid vogtede İşcan målet, da uruguayanske Fernando Muslera havde brækket tåen. 

## Landshold
İşcan har endnu ikke debuteret på A-landsholdet, men har i 2009 spillet 3 kampe for U18 landsholdet, og i 2009-2010 sæsonen ligeledes spillet 3 kampe men dog denne gang for U19 landsholdet, som også kan ses i infoboksen til højre.